# Горцаранаин (станция метро)
Горцаранаи́н (арм. Գործարանային — «Заводска́я») — 6-я станция Ереванского метрополитена. Расположена в административном районе Шенгавит, между станциями «Давид Сасунский» и «Шенгавит» и имеет выходы на улицу Багратуняц и проспект Аршакуняц.

## История
Станция открылась 11 июля 1983 года в составе второго пускового участка Ереванского метрополитена «Сасунци Давид — Горцаранаин». До запуска станции «Шенгавит» была конечной.

## Галерея

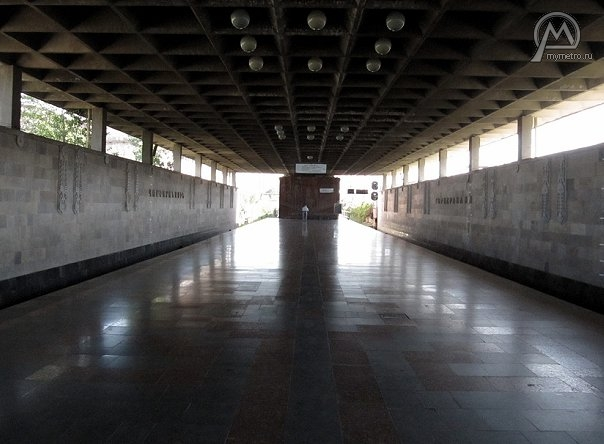

### Оформление
Площадка открытая с крышей. Стены облицованы серым мрамором, между стенами и крышей есть проемы для проникновения света. Стены украшены плоскими декоративными вертикальными вертикальными столбами, не повторяющими друг друга (всего около 20 штук).
Стена перед выходом на площадку украшена скульптурой скульптора Левона Варданяна «Песня труда».
Главные проектировщики станции — Джон Овакимян и Альберт Шакарян.